# ماکت خودرو

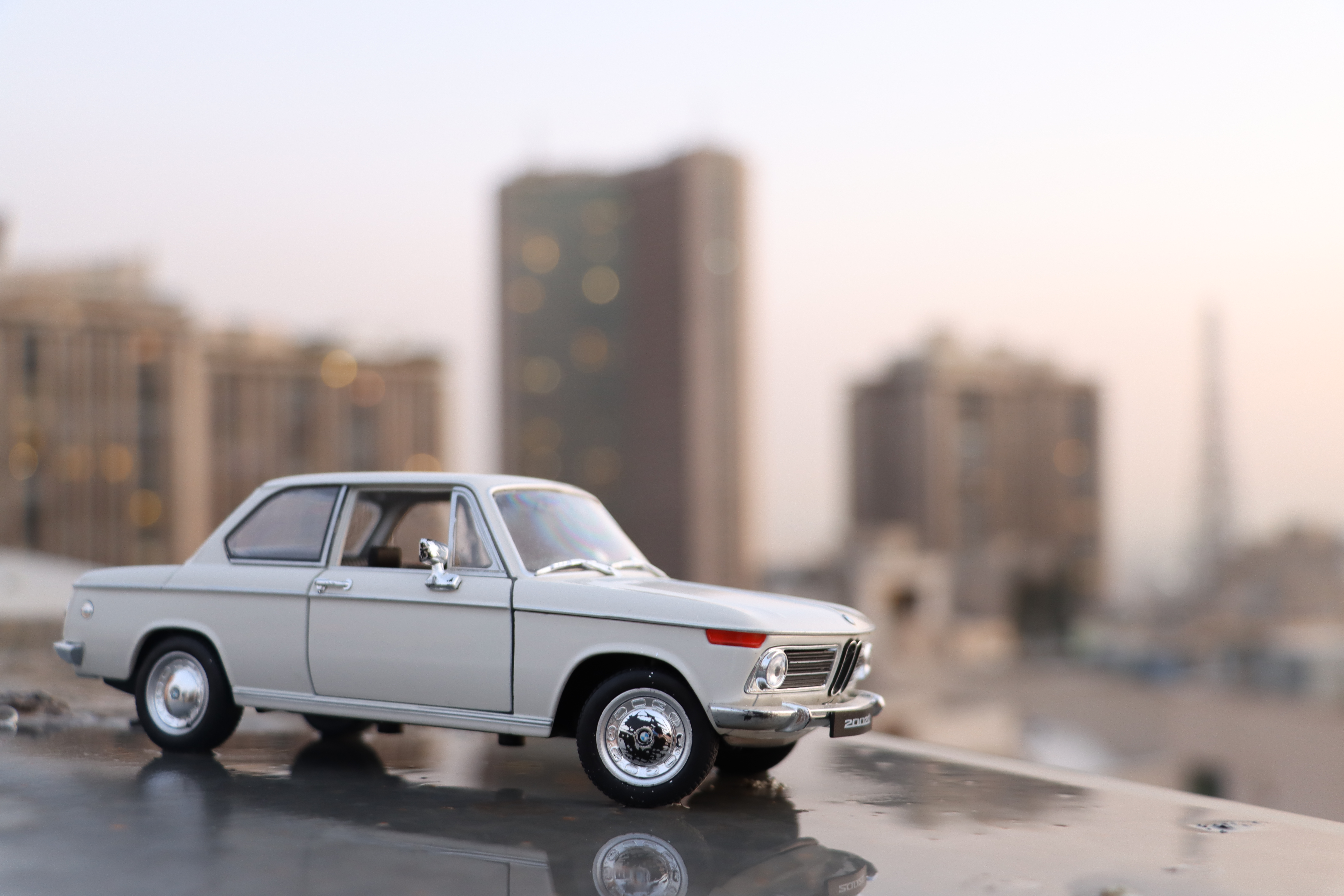
ماکت ب‌ام‌و ۲۰۰۲ در ابعاد ۱:۲۴ ساخته شده توسط Welly

ماکت خودرو ماشین فلزی ( به انگلیسی : Model car ) معمولاً نمونه ای مینیاتوری از خودروها که شامل تمامی وسایل موتوری اعم از اتوبوس و کامیون نیز می‌شود. این وسیله معمولاً به عنوان وسایل کلکسیونی برای عشاق خودرو ساخته می‌شود. از شرکت‌های مطرح سازنده ماکت خودرو می‌توان به اتو آرت، کیوشو، سولیدو، مایستو ، ویلی و کینسمارت اشاره کرد،البته مدل های متفرقه هم وجود دارد نسبت به موارد فوق کیفیت پایین تری دارند. البته مدل های متفرقه به دسته اسباب بازی ها قرار میگیرد

به‌طور کلی لفظ «ماکت» یا «مدل» به نمونه‌ای مصنوعی از یک محصول صنعتی، عمرانی و… گفته می‌شود که تحت مقیاس و با جزئیات مشخصی ساخته شده باشد که البته به غیر از مورد ذکر شده، می‌تواند به عنوان یک محصول کلکسیونی بسیار ارزنده مورد استفاده قرار گیرد.

## تفاوت ماکت ماشین فلزی با اسباب‌بازی
هرچند که شاید ماکت‌های کلکسیونی در نخستین نگاه شبیه به اسباب‌بازی به نظر برسند اما باید گفت که مدل‌های ارزنده با وجود کیفیت، جزئیات، تیراژ، قیمت و مسائلی از این قبیل، از دسته اسباب‌بازی‌ها خارج می‌شوند.
ماکت‌های کلکسیونی خودرو و دیگر وسایل نقلیه به‌طور کلی در دو نوع «کیت» و «آماده» به تولید می‌رسند که البته هر یک از این انواع، زیرشاخه‌های مختلفی دارند و در دنیای اتومبیل‌ها، نمونه‌های آماده که با تنوع بسیار زیادتری به تولید می‌رسند، پرطرفدار ترند.
یکی دیگر از اصلی‌ترین تفاوت‌های ماکت‌های کلکسیونی با اسباب‌بازی این است که در مدل‌های حرفه‌ای خبری از پیشرانه‌های کوکی، الکتریکی و از این قبیل نیست و ماکت تنها یک شیء کاملاً نمایشی به‌شمار می‌رود. همچنین ماکت‌های کلکسیونی در مقیاس‌های مشخص و از پیش تعیین شده و رده‌های مختلفی همچون آماتوری، حرفه‌ای و دست‌ساز به تولید می‌رسند.

## تاریخچه ماکت ماشین فلزی
جمع‌آوری ماکت به عنوان یک آیتم کلکسیونی از دیرباز مورد توجه علاقه‌مندان بوده‌است. نمونه‌های ساخته شده چوبی از کشتی‌های قرون ۱۶ و ۱۷ میلادی و تخم مرغ‌های هنرمند مشهور، فابرژی که درون خود یک کشتی مینیاتوری از جنس طلا در خود داشتند از نمونه‌های اولیه توجه به ماکت هستند. علاوه بر کشتی ها، جنگ‌افزارها، ساختمان ها، دوچرخه‌ها و موتورسیکلت ها، ماشین آلات ساختمانی، هواپیماها، بالگردها و خودروها هم سهم مهمی در دنیای ماکت‌ها دارند.
توجه به ماکت خودروها از اوایل قرن بیستم خصوصاً در سالهای پس از جنگ جهانی دوم آغاز شد. شرکت‌هایی مانند Norev و Solido که فرانسوی بودند در کنار Revell از آلمان غربی، Matchbox و Corgi از انگلستان و برخی سازندگان اتحاد جماهیر شوروی نمونه‌های کوچکی از خودروهای آن دوران را در مقیاس‌های کوچک که حدوداً اندازه کف دست بودند تولید می‌کردند. در اواخر دهه ۷۰ میلادی شرکت ایتالیایی Bburago با تولید ماکت‌های ۱:۲۴, ۱:۲۲ و ۱:۱۸ دست به تولید ماکت‌های بزرگ زد. پس از این بسیاری از شرکت‌های آمریکایی مانند Franklin Mint و Ertl وارد این عرصه شدند.
در اوایل دهه ۹۰ ماکت سازان حرفه‌ای تری همانند Minichamps آلمانی و Kyosho ژاپنی وارد عرصه شدند. Maisto هم وارد رقابت با Bburago شد و کم‌کم‌تعداد ماکت سازان افزایش چشمگیری یافت. در اواخر دهه ۹۰ شرکت Autoart وارد رقابت شد. امروزه تعداد زیادی شرکت به تولید ماکت در جنس‌ها و مقیاس‌های گوناگون مشغولند.

## ویژگی‌ها ماکت ماشین فلزی

### جنس
ماکت‌های ماشین فلزی حرفه‌ای در بیشتر موارد تحت عنوان «Die-cast» یا «دایکست» شناخته می‌شوند و این در حالی است که لفظ مذکور تنها به مدل‌های فلزی مربوط می‌شود.
در واقع عمده ماکت‌های کلکسیونی در دو نوع فلزی و پلاستیکی ساخته می‌شوند که با توجه به روش ساخت ریخته‌گری (دایکستینگ) ماکت‌های فلزی (که عمدتاً آلیاژی از فلز زینک هستند)، این عنوان برای دسته مذکور ماکت‌ها انتخاب شده‌است.
همچنین مدل‌های پلاستیکی در انواع مختلفی همچون رزین، کامپوزیتی و… ساخته می‌شوند که در این بین، محصولات رزین بیش از انواع دیگر طرفدار دارند. ماکت‌های رزین نیز با نوعی مخصوص از قالب‌گیری تزریقی به تولید می‌رسند و حالتی شکننده دارند؛ به همین خاطر عمده مدل‌های رزین به صورت سیلد (با درهای پلمپ) ساخته می‌شوند.

#### کامپوزیت
اتو آرت در اقدامی جسورانه، محصولات و مدل‌های خود را بر پایه ساختار کامپوزیتی برای اولین بار در دنیا ارائه کرد. با ورود برخی مدل‌های ساخته شده با استفاده از این متریال جدید که به گفته اتو آرت حسی شبیه به در دست گرفتن مدل‌های دایکست اما با جزئیات و خطوط بدنه دقیق‌تر دارد، شاهد استقبال خوب کلکسیونرها از مدل‌هایی همچون آلفا رومئو ۴سی کامپوزیتی بودیم.

### لیسانس تولید

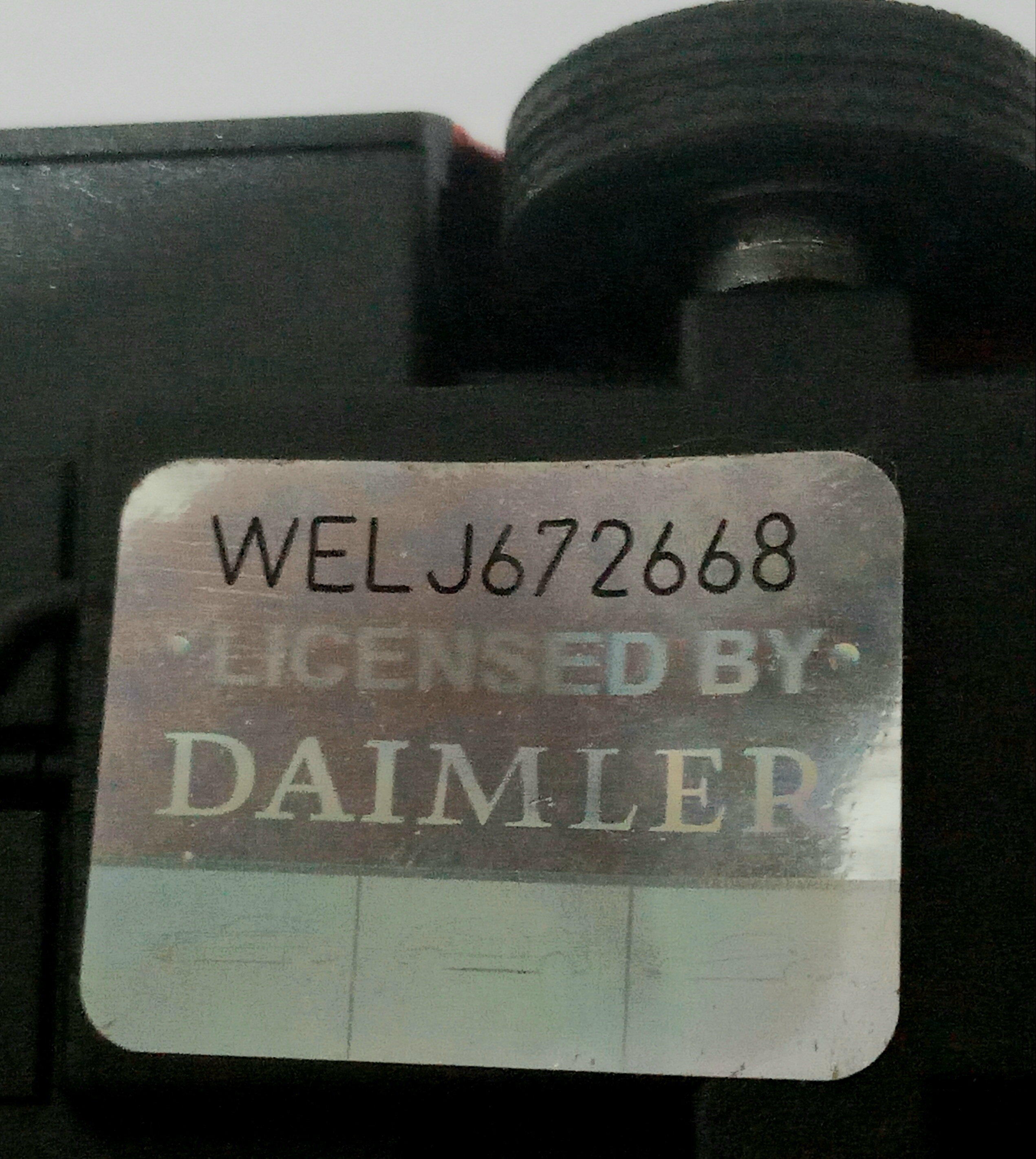
هولوگرام نصب شده برروی یک ماکت که نشان‌دهنده تحت لیسانس بودن ماکت از شرکت مادر است.

تمامی ماکت‌های حرفه‌ای ساخته شده توسط برندهای معتبر، با کسب اجازه از خودروساز مربوط طراحی و تولید می‌شوند. در واقع برای تولید ماکت محصولی از یک برند مشهور خودروسازی، در ابتدا می‌بایست قراردادی بین خودروساز و ماکت‌ساز تنظیم شود که به موجب این قرارداد، لیسانس تولید مدل‌های کلکسیونی محصولات یک برند خودروساز تا زمان معلومی به یک شرکت ماکت‌سازی اعطا می‌شود. در واقع بدین ترتیب شرکت ماکت‌سازی، امتیاز تولید ماکت‌های خودروهای یک خودروساز را خریداری می‌کند و اگر ماکت‌ساز دیگری قصد تولید محصولی مشابه را داشته باشد، می‌بایست اجازه تولید آن را از شرکت ماکت‌ساز صاحب امتیاز مادر، دوباره خریداری کند. برای مثال در حال حاضر شرکت‌های Norev، پاراگون، کیوشو و مینیچمپس امتیاز تولید به ترتیب مرسدس بنزهای مدرن، ب‌ام‌وهای مدرن، رولز رویس‌های مدرن و پورشه‌های مدرن (همگی به صورت فلزی) را دارند. البته در بسیاری از موارد هم لیسانس تولید هر خودرو به صورت مجزا به برندهای ماکت‌سازی فروخته می‌شوند.

### مقیاس ماشین فلزی

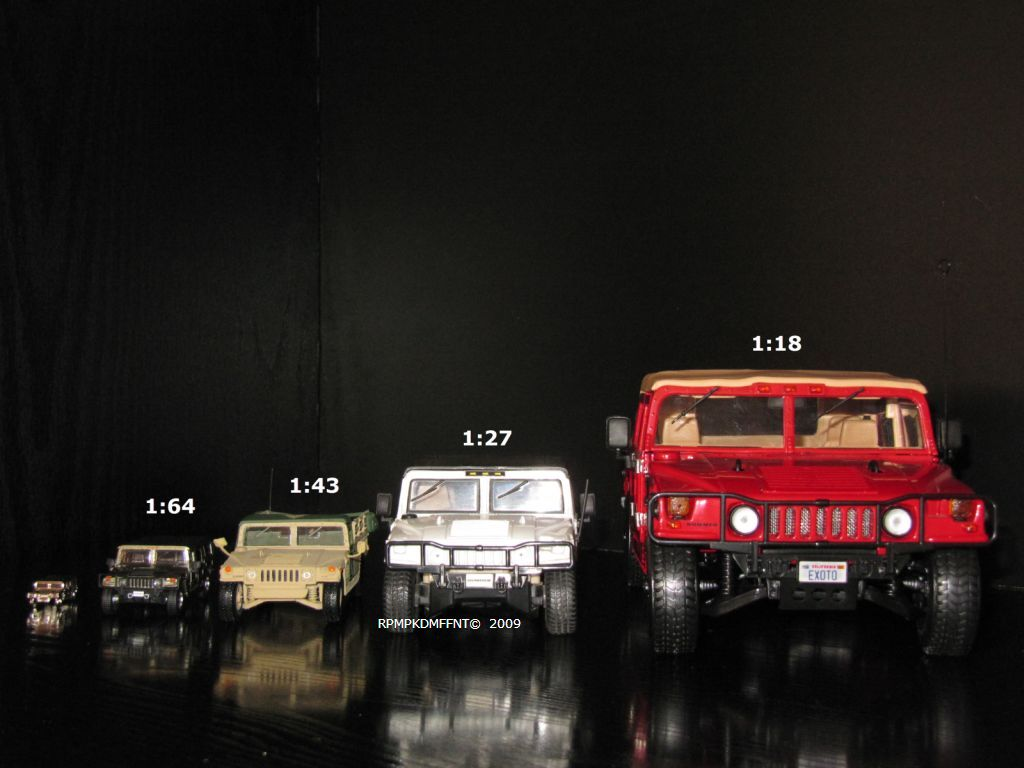
ماکت‌های سایز ۱:۶۴، ۱:۴۳، ۱:۲۴ و ۱:۱۸ هامر

مقیاس ۱:۱۸ یعنی برای یافتن ابعاد واقعی خودرو، باید ابعاد ماکت را در ۱۸ ضرب کنیم. ماکت‌های در مقیاس‌های ۱:۱۸ (تقریباً به اندازه بازو) و ۱:۴۳ (به اندازه کف دست) ساخته می‌شود. اما ۱:۲۴ و ۱:۱۲ و ۱:۶۴ هم بعضاً مورد توجه قرار می‌گیرند. برخی مقیاس‌های دیگر همانند ۱:۳۲, ۱:۳۶, ۱:۳۸, ۱:۵۴, ۱:۵۰ , ۱:۷۲ و ۱:۱۰۰ هم مرسومند.
اخیراً با توجه به محدودیت فضا برای نگهداری کلکسیون مقیاس حرفه ای ۱:۴۳ مورد توجه بیش از پیش قرار گرفته. البته قیمت نسبتاً مناسبتر و تولید برخی مدل‌ها که در مقیاس ۱:۱۸ تولید نشده‌اند نیز به این محبوبیت افزوده‌است.
- ۱:۸۷: طول این ماکت‌ها از پنج سانتی‌متر تا شش سانتی‌متر می‌باشد.
- ۱:۷۶: طول این ماکت‌ها از شش سانتی‌متر تا هفت سانتی‌متر می‌باشد.
- ۱:۶۴: طول این ماکت‌ها از هفت سانتی‌متر تا هشت سانتی‌متر می‌باشد.
- ۱:۴۳: طول این ماکت‌ها از هشت سانتی‌متر تا یازده سانتی‌متر می‌باشد.
- ۱:۳۴: طول این ماکت‌ها از نه سانتی‌متر تا یازده سانتی‌متر می‌باشد.
- ۱:۳۶: طول این ماکت‌ها از دوازده سانتی‌متر تا سیزده سانتی‌متر می‌باشد.
- ۱:۳۲: طول این ماکت‌ها از چهارده سانتی‌متر تا هفده سانتی‌متر می‌باشد.
- ۱:۲۴: طول این ماکت‌ها از هجده سانتی‌متر تا بیست و دو سانتی‌متر می‌باشد.
- ۱:۱۸: طول این ماکت‌ها از بیست و پنج سانتی‌متر تا سی سانتی‌متر می‌باشد.

### جزئیات
ماکت‌های کلکسیونی بسته به برند ماکت‌ساز، مقیاس و در نهایت رقم پرداختی دارای جزئیات متفاوتی هستند.
در واقع در عمده ماکت‌های مقیاس ۱:۱۸ تمامی درها باز می‌شوند، چرخ‌ها به همراه غربیلک فرمان می‌گردند و کابین و پیشرانه از جزئیاتی متناسب با قیمت مدل بهره می‌برند.
همچنین در برخی مدل‌های حرفه‌ای گران‌تر شاهد چرخش گاردن هنگام حرکت مدل (مثل هامر H2 برند هایوی۶۱)، بازشدن در کنسول میانی و آفتاب‌گیرهای داخل کابین، در باک و … هستیم. این در حالی است که اکثر ماکت‌های ۱:۴۳ به صورت سیلد ساخته می‌شوند و تنها جزئیاتی در ظاهر دارند.
هرچند که برخی نمونه‌های گران‌قیمت دایکست یا رزین ۱:۴۳ با درهای باز شونده و جزئیاتی از این قبیل به تولید می‌رسند.

## سازندگان مهم
1. Autoart: اواخر دهه ۹۰ توسط گروه Gateway Global Limited در هنگ کنگ تأسیس شد و به رقابت با ماکت سازان حرفه ای پرداخت.کینسمارت هم در هنگ کنگ. امروزه ماکت‌های شرکت در مقیاس و رده‌های گوناگون Signature , Millennium , Racing Division , Performance و Sealed تولید می‌شود.
2. Minichamps: رقیب Autoart که از دهه ۹۰ در آلمان شروع به فعالیت کرد و پس از مدتی زیر مجموعه خود UT را تعطیل کرد. ماکت‌های Minichamps خاص تر از Autoart هستند، اما اکثراً ضعیف تر از Autoart ظاهر می‌شوند.
3. Maisto: برند آمریکایی تأسیس شده در اوایل دهه ۹۰ که قبلاً در تایلند و امروزه در چین تولید می‌شود و محصولاتش کیفیت و دقتی معمولی و بعضاً پایین دارند.
4. Welly: رقیب اصلی Maisto که از ابتدا در چین فعالیت می‌کرد و با پیشرفت شگرف خود رقبای ارزان خود را کنار زده، امروزه زیرمجموعه آن یعنی FX ماکت‌هایی با کیفیت بالاتر تولید می‌کند.
5. Bburago: جد ماکت سازان ۱:۱۸ که در دهه ۷۰ پایه‌گذاری شده، در دهه ۸۰ تقریباً لیسانس تولید ماکت اکثر خودروهای مهم را داشت. با رقابتی شدن بازار در دهه ۹۰ و بالا بودن قیمت ساخت در ایتالیا، تدریجاً ورشکست شد. امروزه Bburago و Maisto در چین توسط یک گروه تولید می‌شوند.
6. CMC: شرکتی آلمانی که در دهه ۹۰ تأسیس شد. تولیداتش همگی از سطح بالای دقت و کیفیت برخوردار و بی‌رقیب اند. تمامی ماکت‌های CMC تولید محدود و اکثراً کلاسیک هستند.
7. Kyosho: ابتدا به ساخت خودروهای رادیو کنترل می‌پرداخت و در دهه ۹۰ شروع به تولید ماکت کرد. تولیدات آن نزدیک‌ترین به Autoart هستند و برخلاف رقیبش خودروهای فراری را هم تولید کرده، در دو رده معمولی و Highend به ساخت ماکت می‌پردازد.
8. Yatming: شرکتی هنگ کنگی در اواخر دهه ۷۰ تأسیس شد و امروزه در چین به ساخت ماکت‌های نیمه حرفه ای با کیفیت و قیمت مناسب می‌پردازد.
9. BBR: شرکتی ایتالیایی که در ایتالیا به ساخت ماکت‌های رزین و Diecast می‌پردازد. ماکت‌های این شرکت تولید محدود و گران‌قیمت و کم‌نظیر هستند.
10. Hotwheels: شرکتی آمریکایی که از دهه ۶۰ به ساخت اسباب بازی مشهور است. امروزه این شرکت در چین و مالزی به ساخت ماکت در مقیاس‌های گوناگون و در دو رده معمولی و Elite مشغول است و انحصار تولید ماکت فراری در اختیار دارد.
11. Ertl: از سازندگان قدیمی اسباب بازی که در دهه ۸۰ وارد عرصه حرفه ای شد. مدل‌های Ertl در رده‌های گوناگون از نظر کیفیت، قیمت و جزئیات عرضه می‌شوند و بیشتر خودروهای کلاسیک آمریکایی هستند.
12. Norev: شرکت فرانسوی که از دهه ۴۰ فعال و انحصار برخی مدلهای بنز و خودروهای فرانسوی در اختیارش شرکت است و همانند Ertl در کیفیت‌های گوناگون تولید شود.
13. Sunstar: شرکتی قدیمی که اخیراً فعالیت گسترده‌تری پیدا کرده و در رده‌های گوناگون فعالیت می‌کند. رده Platinum آن قابل مقایسه با برندهای حرفه ای است.
14. Almost real: شرکت امریکایی تازه تاسیس که به رقابت با اتو آرت پرداخته است.
15. Kinsmart: برند چینی که مرکز آن واقع در هنگ کنگ است و ماکت های با کیفیت و با جزئیات در مقیاس های کوچک 1/38 , 1/42, 1/32 تولید می‌کند.

- سایر برندهای مهم: Exoto , Signature , Amalgam , Revell , Premium Classixx , Greenlight , Solido , Ebbro , Tamiya , Highspeed , IXO , Paragon , Motormax , Jada , matchbox و M2 machines